# Station Ligota Toszecka
Station Ligota Toszecka is een spoorwegstation in de Poolse plaats Ligota Toszecka.